# Digitigrade

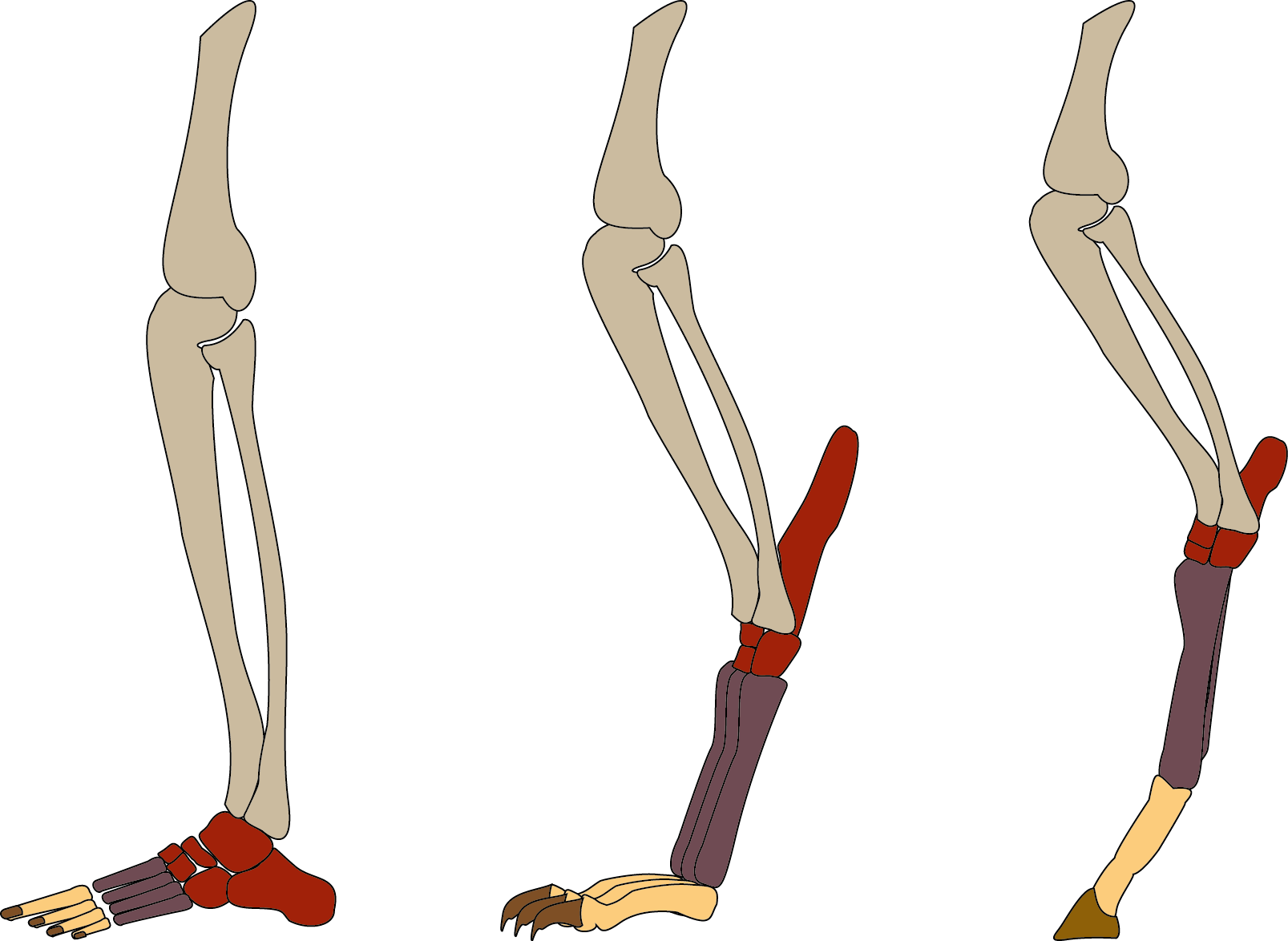
Les différents types de locomotions chez les vertébrés terrestres, avec l'évolution de leur membre chiridien (en rouge le basipode, en violet le métapode, en jaune l'acropode — phalanges, en marron les phanères terminales kératinisées).
De gauche à droite : plantigrade, digitigrade et onguligrade.

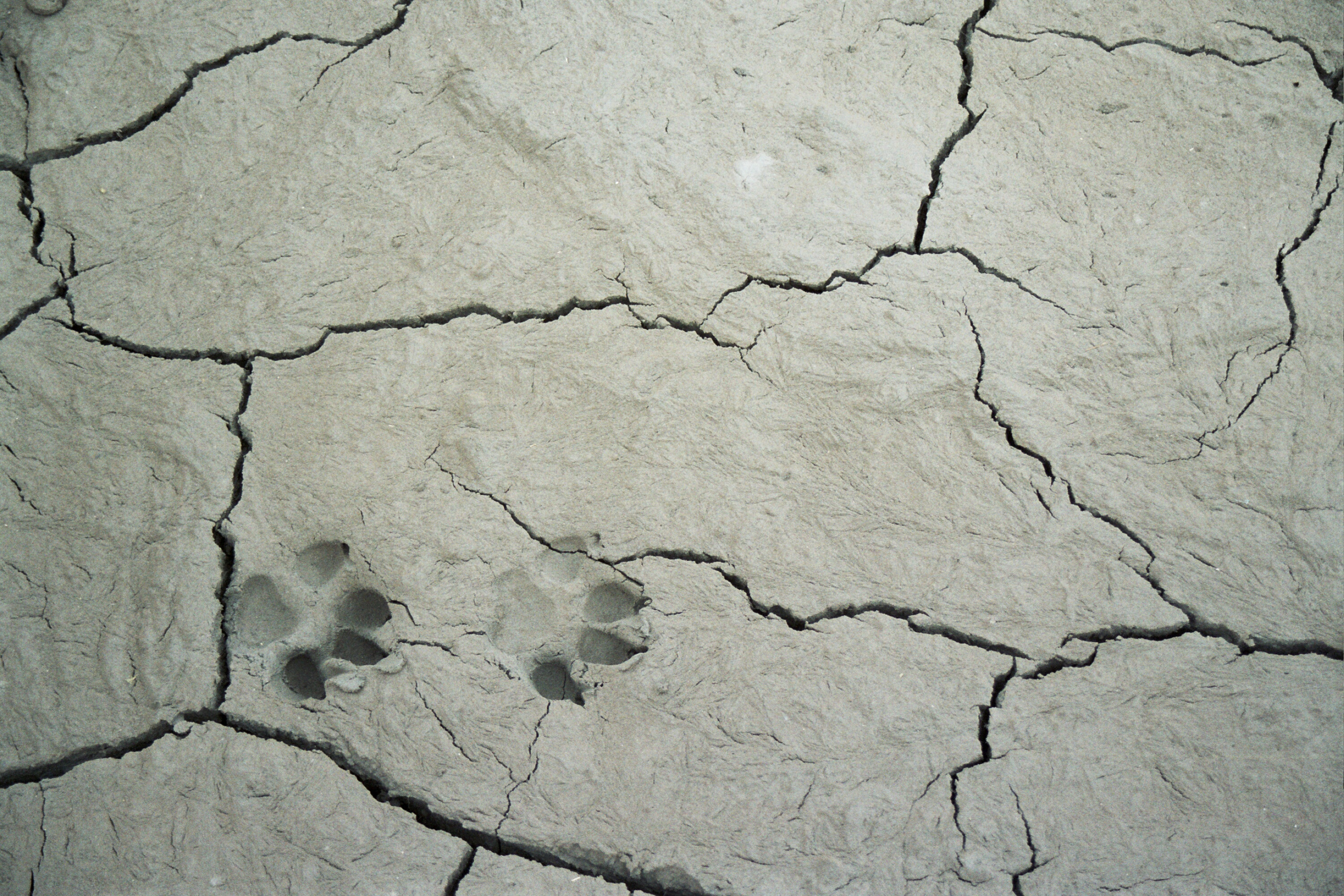
Une empreinte de chat

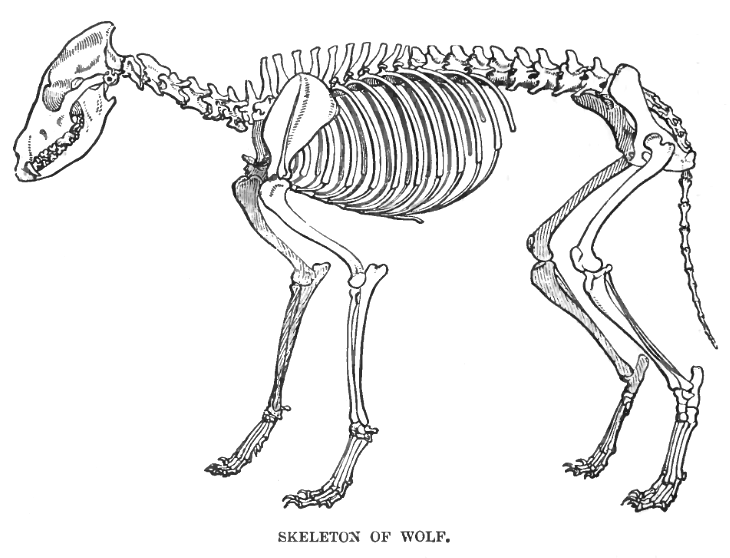
Le squelette du loup illustre la disposition des os du pied et de la jambe d'un digitigrade.

Chez les vertébrés terrestres, le mode de locomotion digitigrade (du latin digitus, « doigt », et gradior, « marcher ») ou digitigradie correspond à une façon de marcher ou courir en se reposant sur ses doigts ou ses pouces. Ce caractère peut être partiel (semi-digitigradie) ou total.
Les digitigrades rassemblent les oiseaux marcheurs, les félins, les canidés et plusieurs autres mammifères. En revanche les humains, les ours et nombres d'autres ont un déplacement plantigrade, d'autre encore ongulés. Ceux digitigrades se déplacent généralement plus rapidement et silencieusement que les autres mammifères. L'adaptation à la semi-course dont l'allure normale est le trot, est réalisée notamment par le relèvement du métapode et de l'autopode.
Alors que l'homme marche généralement avec la plante des pieds (locomotion plantigrade), les animaux digitigrades marchent sur leurs phalanges distales et intermédiaires. La locomotion digitigrade est responsable de la forme distinctive arquée des jambes des canidés.
Il existe des différences entre les membres des plantigrades et ceux des digitigrades. Ces derniers ont des carpes et des tarses relativement longs et les os qui devraient correspondre aux chevilles humaines sont par conséquent situés plus haut sur le membre que pour les humains. Cela allonge le pied, si bien qu'il est fréquent de comparer les mains et les pieds des digitigrades à ce qui représente chez l'humain les os des doigts ou des orteils.

## Exemples de digitigrades
- Oiseaux
- Canidés
  - Loup
  - Renard
  - Chien
  - Coyote
- Camélidés
  - Dromadaire
  - Chameau de Bactriane
  - Chameau sauvage de Tartarie
- Félidés
  - Chat
  - Lion
- Éléphantidés (semi-digitigrade)[2]